# Giovanni Scajario
Giovanni Scajario (né en 1726 à Asiago, dans l'actuelle province de Vicence et mort en 1792) est un peintre vénitien suiveur du style de Giambattista Tiepolo. Il réalisa quelques fresques à Venise et dans la région de Bassano.

## Biographie
Nous ne connaissons que très peu la vie de Giovanni Scajario. On ignore à quelle date il arrive à Venise (probablement jeune). Il a pu entrer dans l'atelier de Giambattista Tiepolo et de ses suiveurs.
Inscrit à la Fraglia pittorica de Venise à partir de 1754 jusqu'en 1773.

## Style
Scajario s'inspire du répertoire et du style rococo de Giambattista Tiepolo, avec un coloris nettement plus adouci. Plus directement il est proche des figures de Francesco Zugno dans l'atelier duquel il a certainement travaillé à Venise dans les années 1750-1760.
Il évolue vers un certain néoclassicisme dans le dépouillement des figures et l'allègement de la composition de ses fresques.

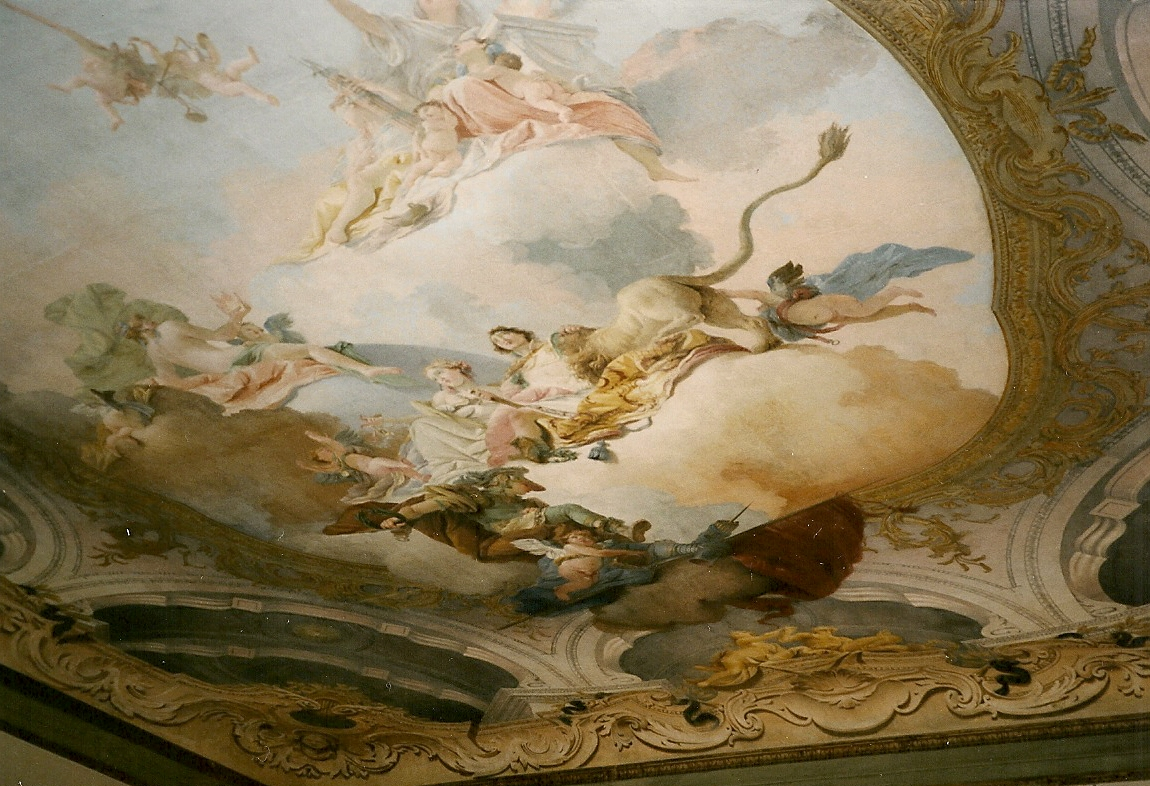
Détail d'une fresque de Giovanni Scajario (1726-1792), plafond allégorique du palais Pisani de San Stefano à Venise.

## Œuvres
- cycle de fresques de l'église Sant'Anna de Borgo Valsugana (réalisées en 1764-67).
- fresque au palais Vendramin-Calergi de Venise (Allégorie nuptiale).
- Vénus et les Grâces, fresque de plafond au palais Malipiero Fantinelli, puis Palumbo Fossati de Venise, 1774.
- fresque palais Pisani de Santo Stefano à Venise (1775).
- fresque du salon du palais Corner della Regina (vers 1790) à Venise
- fresque du palais Mocenigo à San Stae (Venise)
- fresques de l'histoire d'Antoine et Cléopâtre (1779) au palais Roberti à Bassano del Grappa (grande influence de Francesco Zugno, fresques de Nervasa).
- fresques de l'église de Molvena (vers 1784).
- fresque du plafond de l'église San Biagio de Venise (Apothéose de San Biagio).
- La Vierge apparaissant à San Biagio, huile sur toile à la truelle, église San Biagio de Venise.
- fresque au palais Mocenigo de Venise, vers 1790.
- fresque au palais Renier-Michiel de Venise, vers 1790.
- fresque du grand salon de la Ca'Corner della Regina de Venise (vers 1790), Apothéose des Armes des Corner.

## Bibliographie

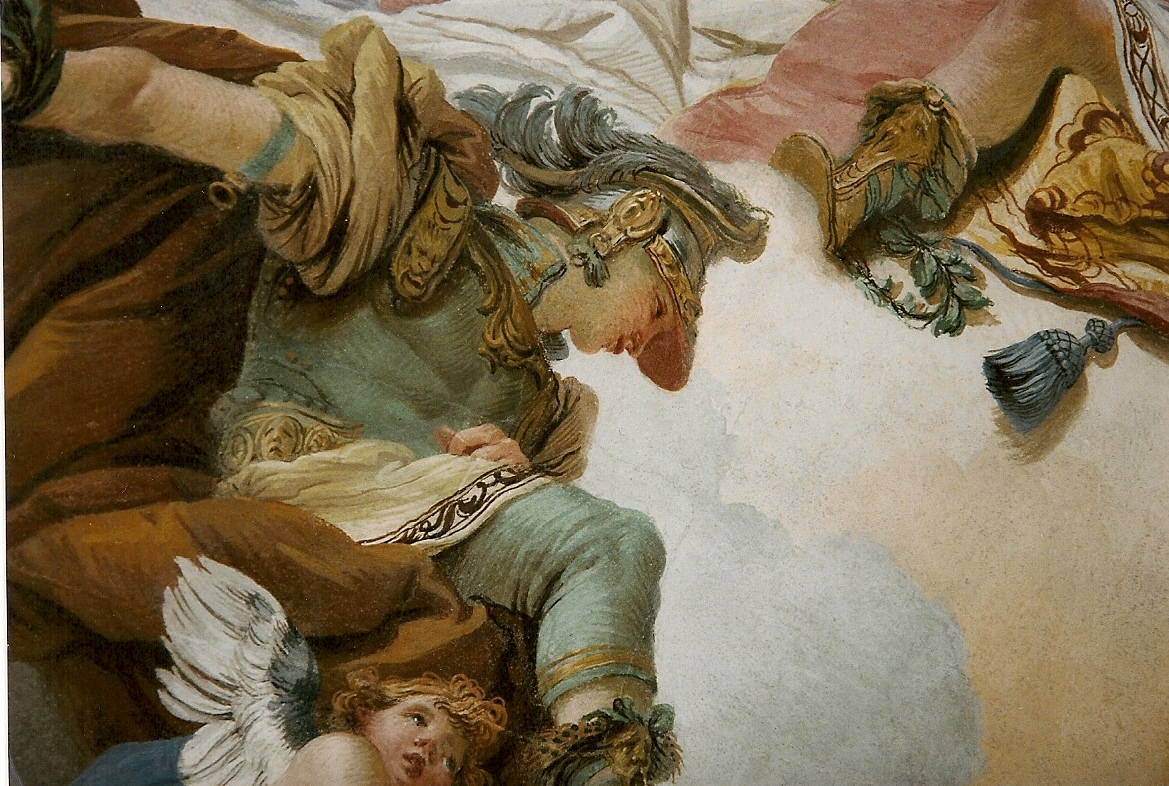
Détail d'une fresque de Giovanni Scajario (1726-1792), plafond du palais Pisani de San Stefano à Venise.
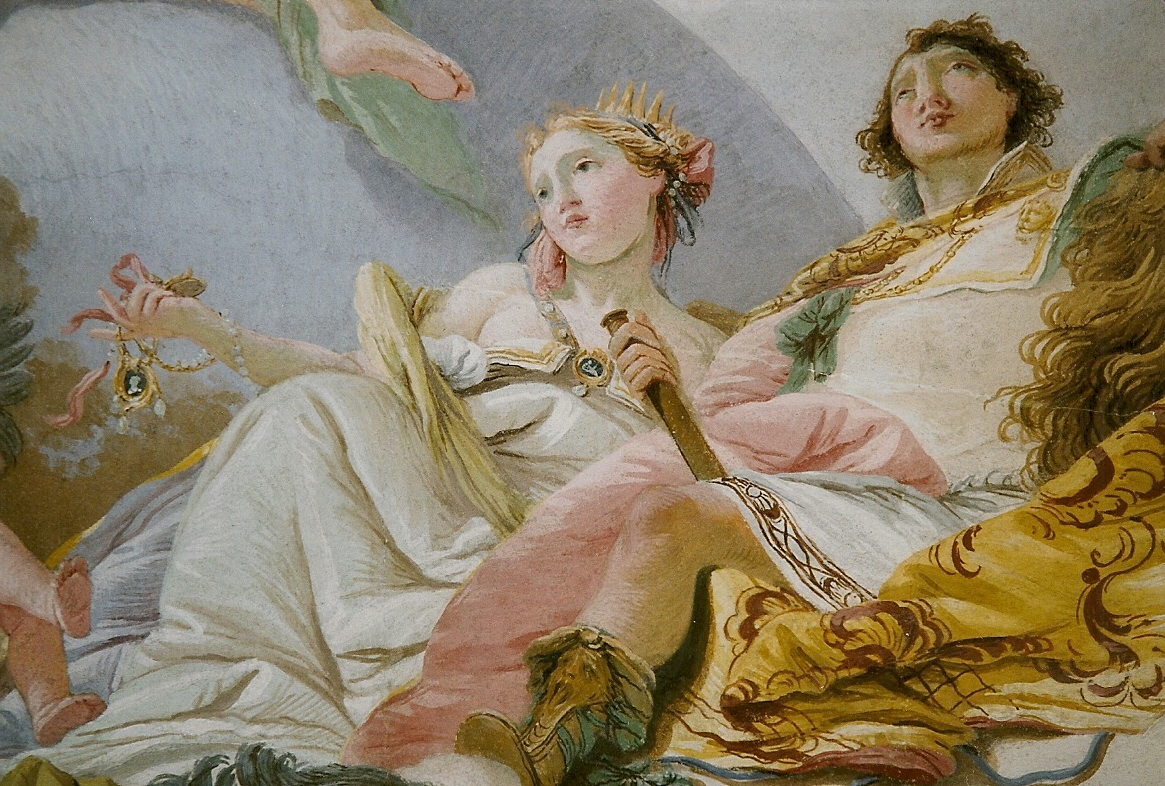
Détail d'une fresque de Giovanni Scajario (1726-1792), plafond du palais Pisani de San Stefano à Venise.
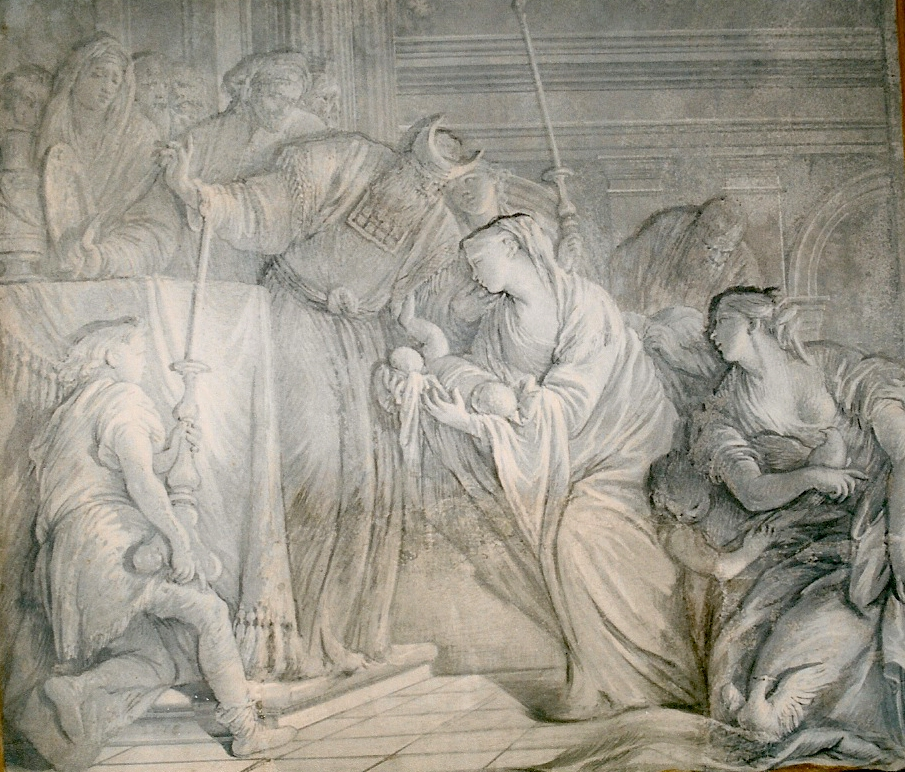
Détail d'une fresque murale de Giovanni Scajario (1726-1792), Présentation au Temple, palais Pisani de San Stefano à Venise.
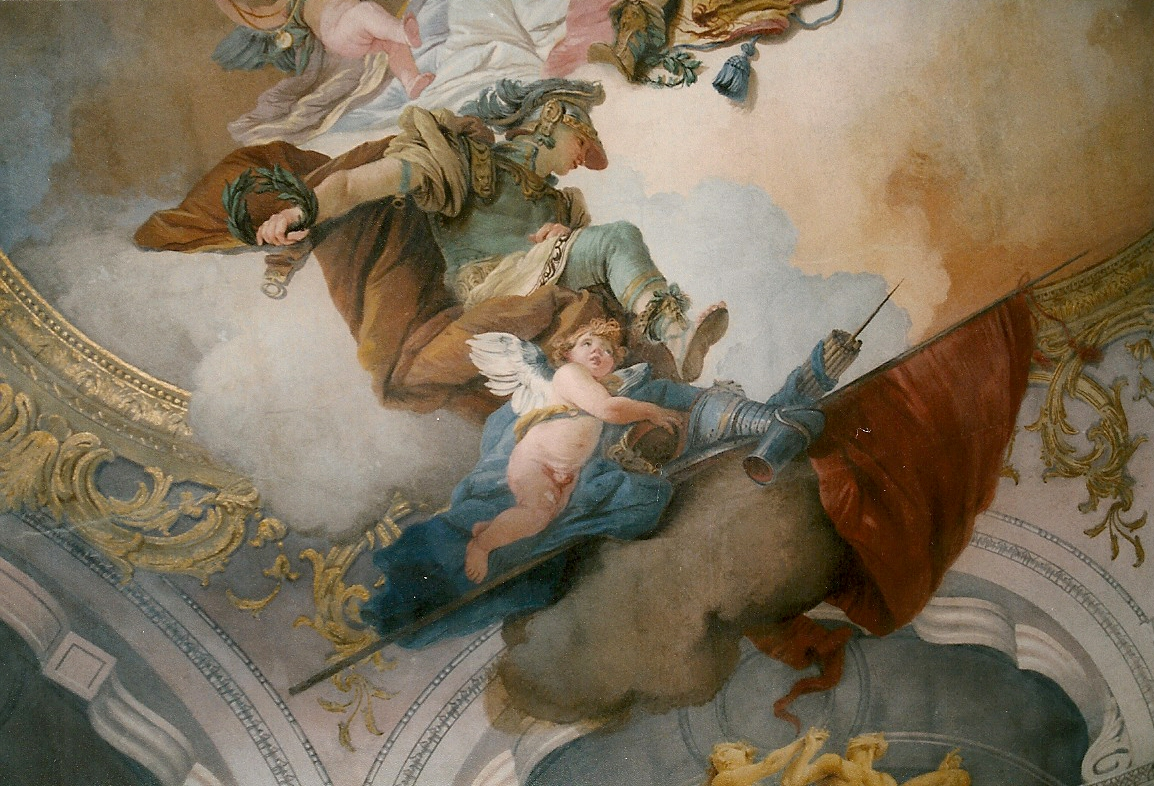
Détail d'une fresque de Giovanni Scajario (1726-1792), plafond du palazzo Pisani de San Stefano à Venise, Italie.
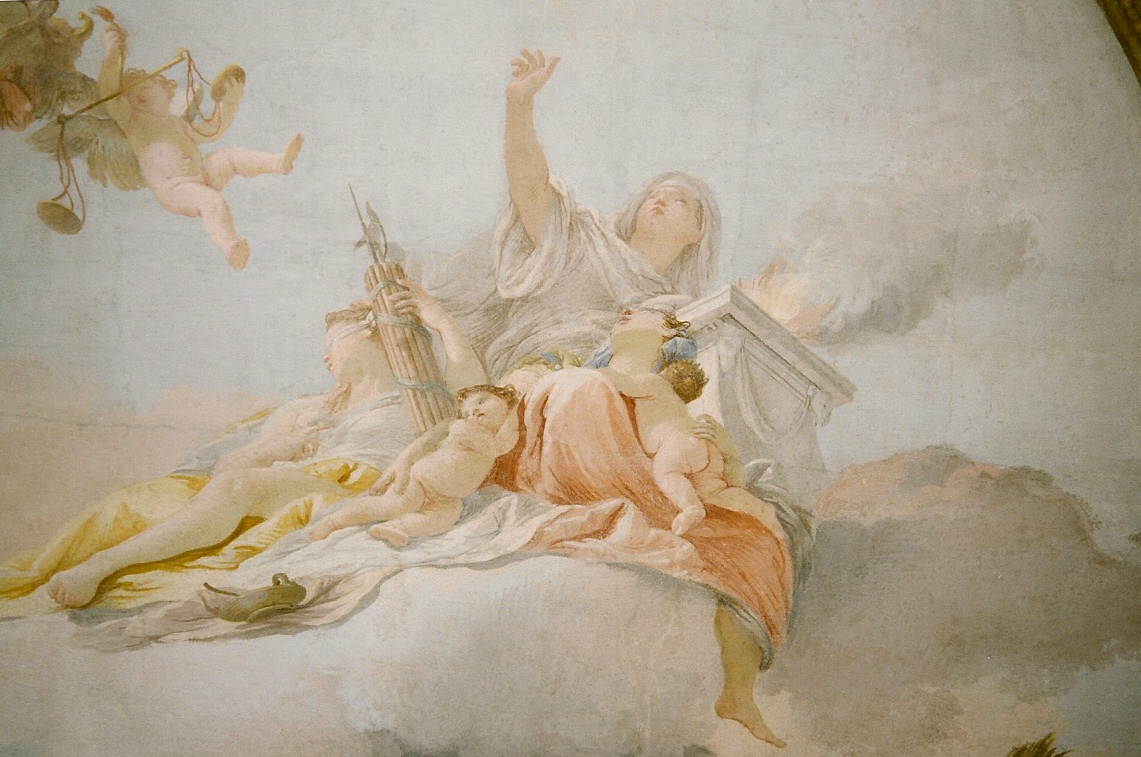
Détail d'une fresque de Giovanni Scajario (1726-1792), plafond du palais Pisani de San Stefano à Venise, Italie.
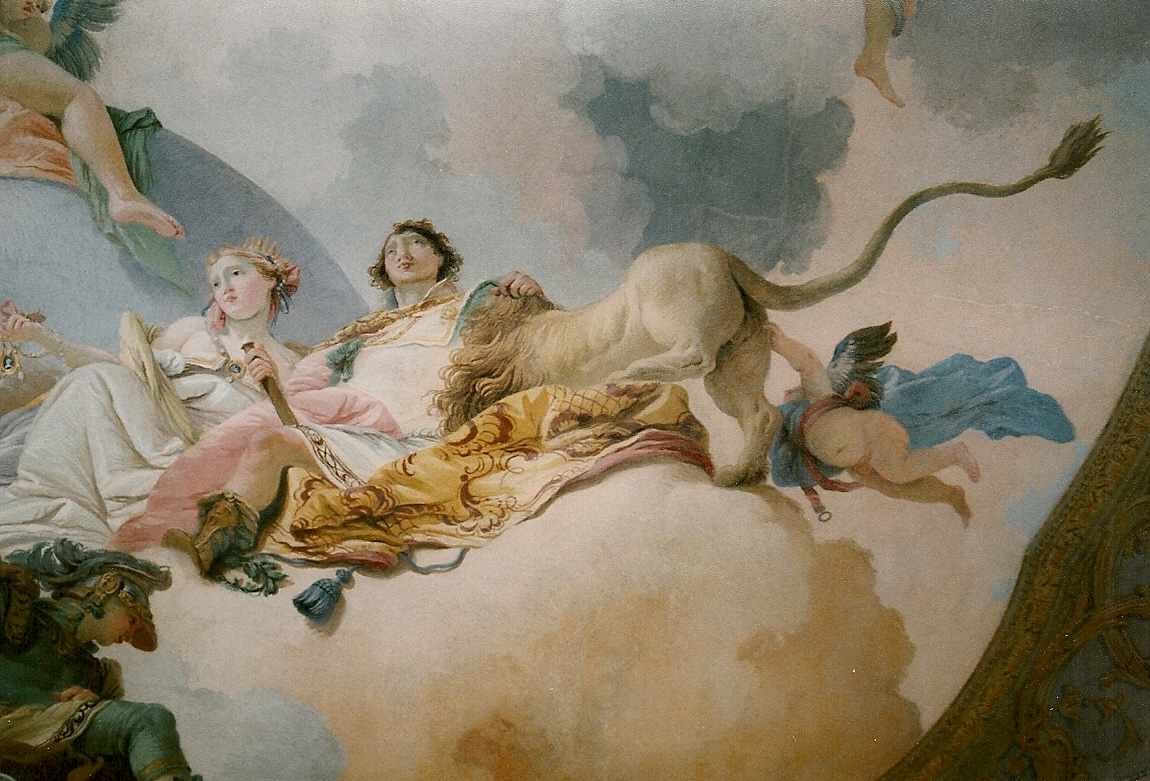
Détail d'une fresque de Giovanni Scajario (1726-1792), plafond du palais Pisani de San Stefano à Venise.
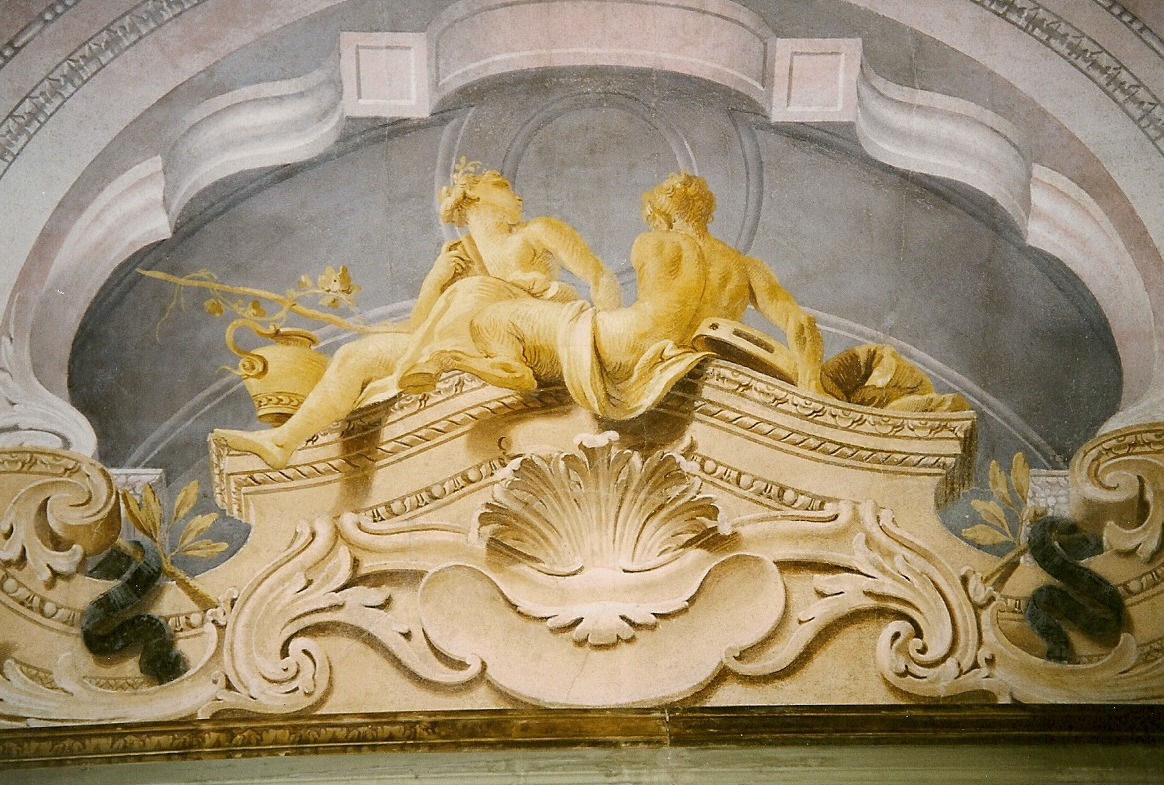
Détail d'une fresque de Giovanni Scajario (1726-1792),Satyre et Ménade, plafond du palais Pisani de San Stefano à Venise.
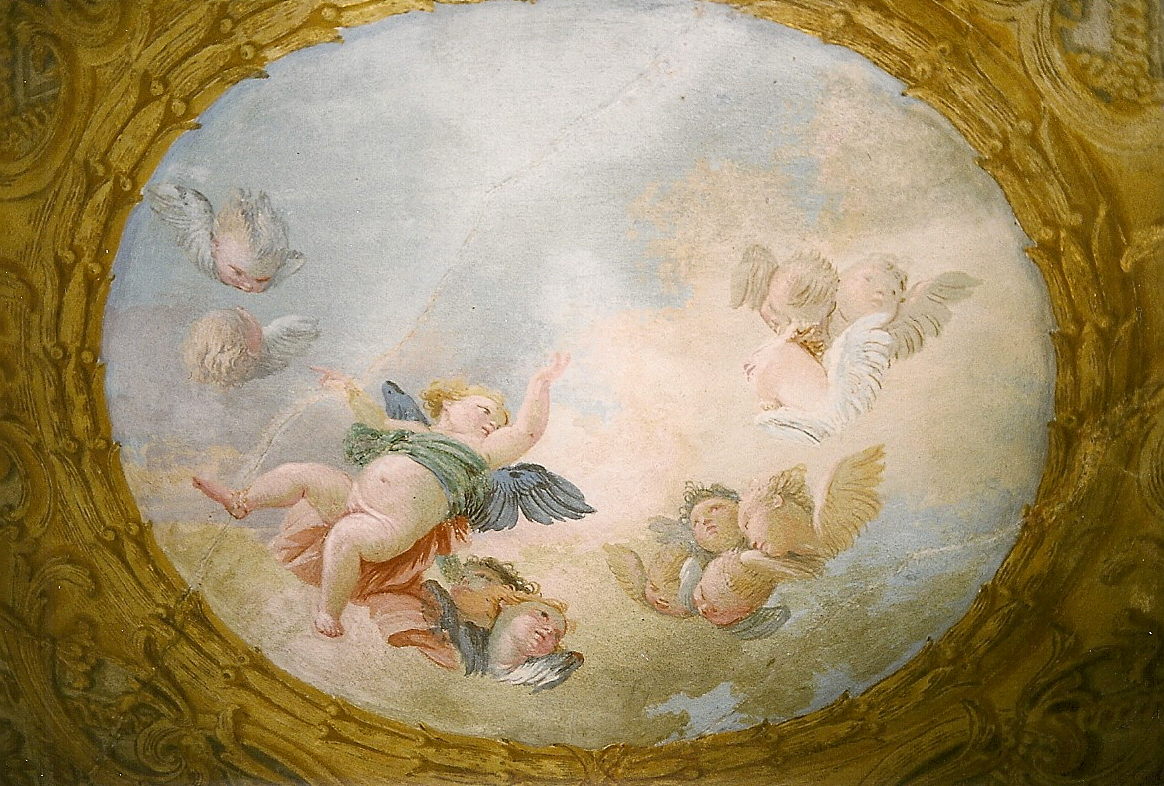
Fresque de Giovanni Scajario (1726-1792), Anges et Chérubins, plafond du palais Pisani de San Stefano à Venise.